# Strijkkwartet nr. 2 (Sallinen)
Aulis Sallinen componeerde zijn Strijkkwartet nr. 2 opus 4 in 1960. Sallinen componeerde strijkkwartetten om zijn ziel te reinigen na het componeren van zwaarder werk zoals opera’s en/of symfonie. Dat was met dit strijkkwartet nog niet het geval, het volgde vrijwel direct na zijn eerste. Het tweede strijkkwartet bestaat uit één deel van ongeveer 12 minuten. Het thema wordt gedurende dit werk steeds opnieuw gebruikt en aangepast, zonder dat het echt weg is. Zijn derde strijkkwartet volgde pas negen jaar later en werd één van zijn bekendste werken.

## Discografie
- Ondine: Jean Sibelius Kwartet; opnamen 1994.